# Санта-Мария-Кауза-Нострэ-Лэтитэ (титулярная церковь)
Титулярная церковь Санта-Мария-Кауза-Нострэ-Лэтитэ (лат. Titulus Sanctae Mariae Causae Nostrae Lætitiae) — титулярная церковь была создана Папой Франциском 30 сентября 2023 года. Титулярная церковь принадлежит церкви Санта-Мария-Кауза-Нострэ-Лэтитэ, расположенной в Вилладжо Бреда, в зон Рима Торре-Гайя, на площади Сидереа.

## Список кардиналов-священников титулярной церкви Санта-Мария-Кауза-Нострэ-Лэтитэ
- Себастьян Фрэнсис — (30 сентября 2023 — по настоящее время).